# Église Notre-Dame de Caudebec-en-Caux
Pour les articles homonymes, voir Église Notre-Dame.
L'église Notre-Dame de Caudebec-en-Caux est la principale église de la ville de Caudebec-en-Caux, dans la vallée de la Seine, entre Rouen et Le Havre.
Le roi Henri IV aurait dit qu'elle était l'une des plus belles églises de France : « C'est la plus belle chapelle de mon royaume ». En effet, ce manifeste du style gothique flamboyant et des débuts de la Renaissance ne comporte pas de transept, au même titre que Saint-Maclou de Rouen, contemporaine de cette église, et qui justifie peut-être ce qualificatif royal de « chapelle ».

## Histoire
L’église est construite sur l'ancien emplacement de l'ancienne église abbatiale de l'abbaye mérovingienne pour femmes de Logium. Trois grandes périodes de construction (XIe siècle, 1382, 1426) sont à l'origine du bâtiment actuel. À la fin du XIVe siècle et au début XVe siècle, l'église est décrite comme relativement petite, âgée et « moulte obscure », avec vraisemblablement des parties romanes.
Entre 1426 et 1484, l'architecte Guillaume Letellier la reconstruit entièrement dans un style gothique flamboyant.
Le clocher et la flèche sont terminés vers 1530.
Pendant les guerres de Religion, Notre-Dame de Caudebec-en-Caux est abîmée en 1562 et subit de nouveaux dégâts pendant la Révolution française. Lors de cette dernière, l'orgue est relativement épargné, son titulaire de l’époque, Le Maignen, joue des airs patriotiques.
Louis Sauvageot, alors architecte diocésain pour Rouen, est chargé en mai 1878 d’évaluer l’état de la flèche. Le 4 avril 1879, le projet de réfection de la tour et de la flèche est adopté. En 1883, les travaux de restauration de la flèche commencent et continuent jusqu’en 1886. Les efforts de rénovation se heurtent à la polémique selon laquelle Sauvageot semblerait dénaturer la construction initiale.
Pendant la Seconde Guerre mondiale, la messe est dite le dimanche 9 juin 1940 alors que l'ordre d’évacuer la ville est donné par le maire la veille. Les bombardements allemands ciblant le bac mettent le feu à la ville les 10 et 11 juin 1940 mais l'église est épargnée. Les cloches fondent à cause d'échafaudages en bois allant du grand portail ouest jusqu'au clocher lors de l’incendie de la ville,. Le bronze fondu est caché sous les débris pour éviter d’être réutilisé par les Allemands mais les autres dégâts forcent la fermeture de l'église jusqu'au 23 mars 1941. 
Le bâtiment est affecté par les traces d'un bombardement allié en 1944.
En janvier 2020, des travaux de grande ampleur sont envisagés. En décembre, la « chambre des cloches » est d'abord restaurée puis les travaux de la flèche et le beffroi commencent en janvier 2021.

## Description

### Extérieur
Sur la balustrade du toit sont inscrits en lettres gothiques des versets du Cantique des Cantiques, « Pulcra es et decora » (6,3). On retrouve cette phrase sur la galerie du portail principal de la cathédrale de Burgos en Espagne. Des passages du Magnificat apparaissent également sur cette balustrade.
Son portail ouest est finement sculpté et décoré de tout un peuple de sculptures (333 à l'origine) représentant des saints, mais aussi des personnages de la vie quotidienne de l'époque, dont un joueur de loure qui constitue une des rares représentations de cet instrument de musique disparu. Malheureusement, tout a été mutilé par les calvinistes pendant les guerres de religion et les incendies allumés par les bombardements de juin 1940, en brûlant les maisons alentour (sauf au nord-ouest), l'ont encore endommagé davantage. Cependant, les petits personnages du côté sud de cette façade ouest ont été restitués selon leur ordonnance et leur aspect d'origine.
La tour clocher n'est pas centrale comme à l'église Saint-Maclou de Rouen, mais située contre le collatéral sud de l'édifice et s'élève jusqu'à 54 m du sol. La finesse du décor de sa flèche ajourée a été imitée dans la région (à Norville par exemple) et doit en partie sa renommée à ses trois couronnes fleurdelisées, la « tiare » de Caudebec.

### Intérieur

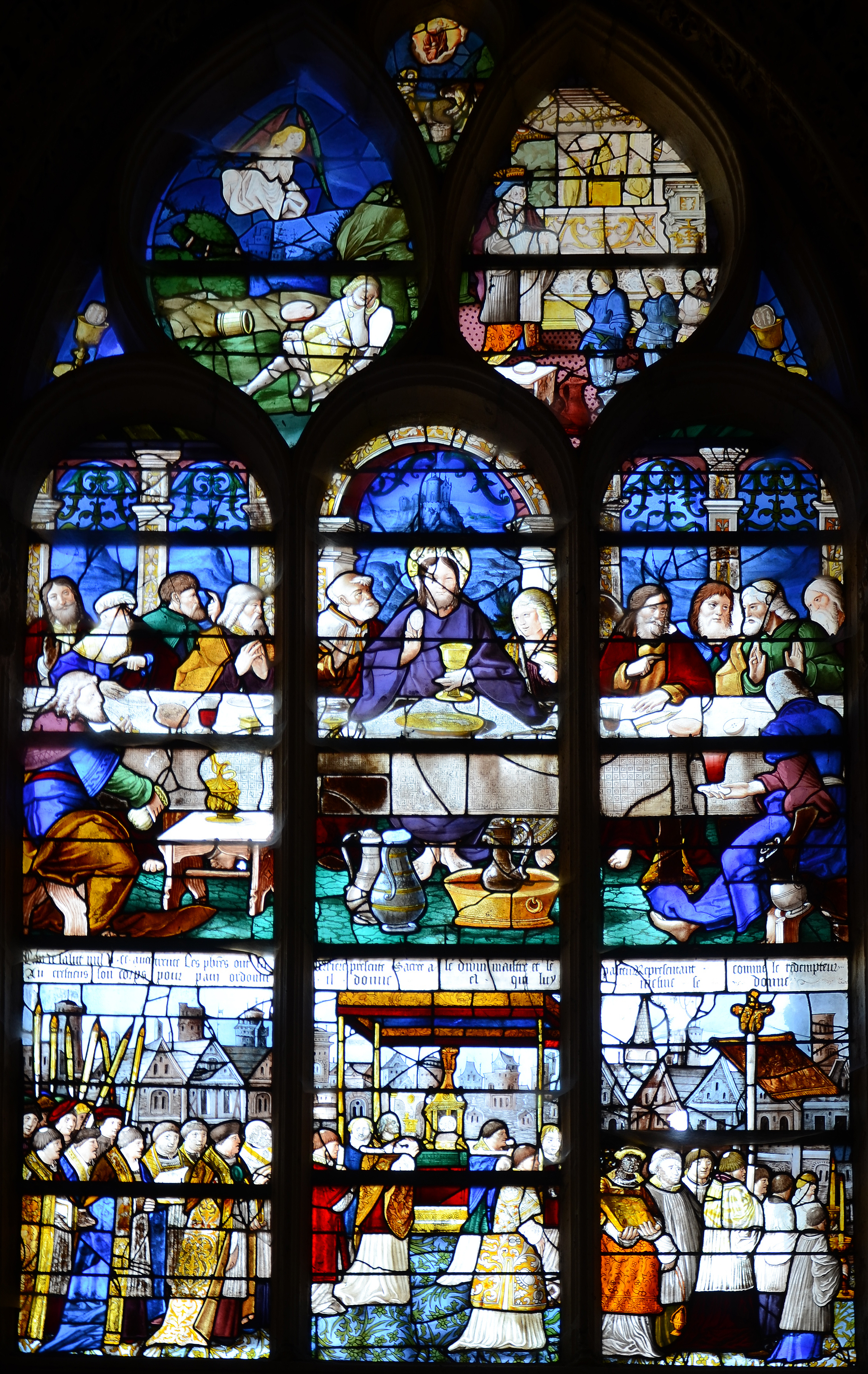
Vitrail de l'église représentant dans sa partie moyenne le repas de la dernière Cène.

Les vitraux du XVe siècle de toute beauté marquent le visiteur. Au-dessus du portail du bas-côté nord, on remarque les quatre vitraux de facture anglaise (baie 17) datant du début de la construction de l'église (probablement les plus anciens), offerts par Foulques Eyton, capitaine de Caudebec de la garnison britannique pendant la guerre de Cent Ans. Le premier d'entre eux représente saint Georges, saint patron de l'Angleterre, terrassant le dragon. Il a son pendant dans la chapelle qui jouxte ce portail à droite, en saint Michel, saint patron de la Normandie, puis du royaume de France, qui lui aussi terrasse un dragon. Les deux autres vitraux représentent Sainte Catherine et la Vierge Marie. Celui de Sainte Catherine rappelle également celui de la All Saints College à Oxford.
La plupart des vitraux de cette époque, surtout dans les chapelles du collatéral nord représentent des saints en pied, patrons des métiers, offerts par les corporations, nombreuses dans cette cité très industrieuse à l'époque.
Les vitraux du XVIe siècle sont encore plus célèbres. Ils ornent quatre baies dans les deux dernières travées gothico-Renaissance de la façade ouest. Deux autres vitraux Renaissance ornent également les fenêtres basses de la façade ouest. Ils proviennent peut-être des ateliers rouennais d'Arnoult de Nimègue (Arnold van Nijmegen), maître-verrier néerlandais qui a également réalisé les vitraux de l'église Sainte-Jeanne-d'Arc de Rouen. Ils représentent majoritairement des scènes de l'Ancien Testament ou de la vie du Christ : Jésus et la Samaritaine (bas-côté sud de la nef, 1532) au puits de Jacob, Moïse et la traversée de la mer Rouge par les Hébreux, la Cène, les rois mages, la vie de saint Jean-Baptiste et un arbre de Jessé. On constate que le maître-verrier dans la représentation du passage de la mer Rouge a figuré la mer et ses vagues de la couleur… rouge ! 
Comme dans les églises Saint-Pierre de Caen et Saint-Maclou de Rouen, l'abside est à quatre pans et présente un pilier dans l'axe de l'édifice, de sorte que le visiteur a dans son champ de vision deux vitraux, au lieu de trois ou cinq comme dans la majorité des églises. 
La clef pendante de la chapelle de la Vierge mesure 4,5 m et pèse 7 tonnes et témoigne d'une maitrise technique évidente de Guillaume Letellier.

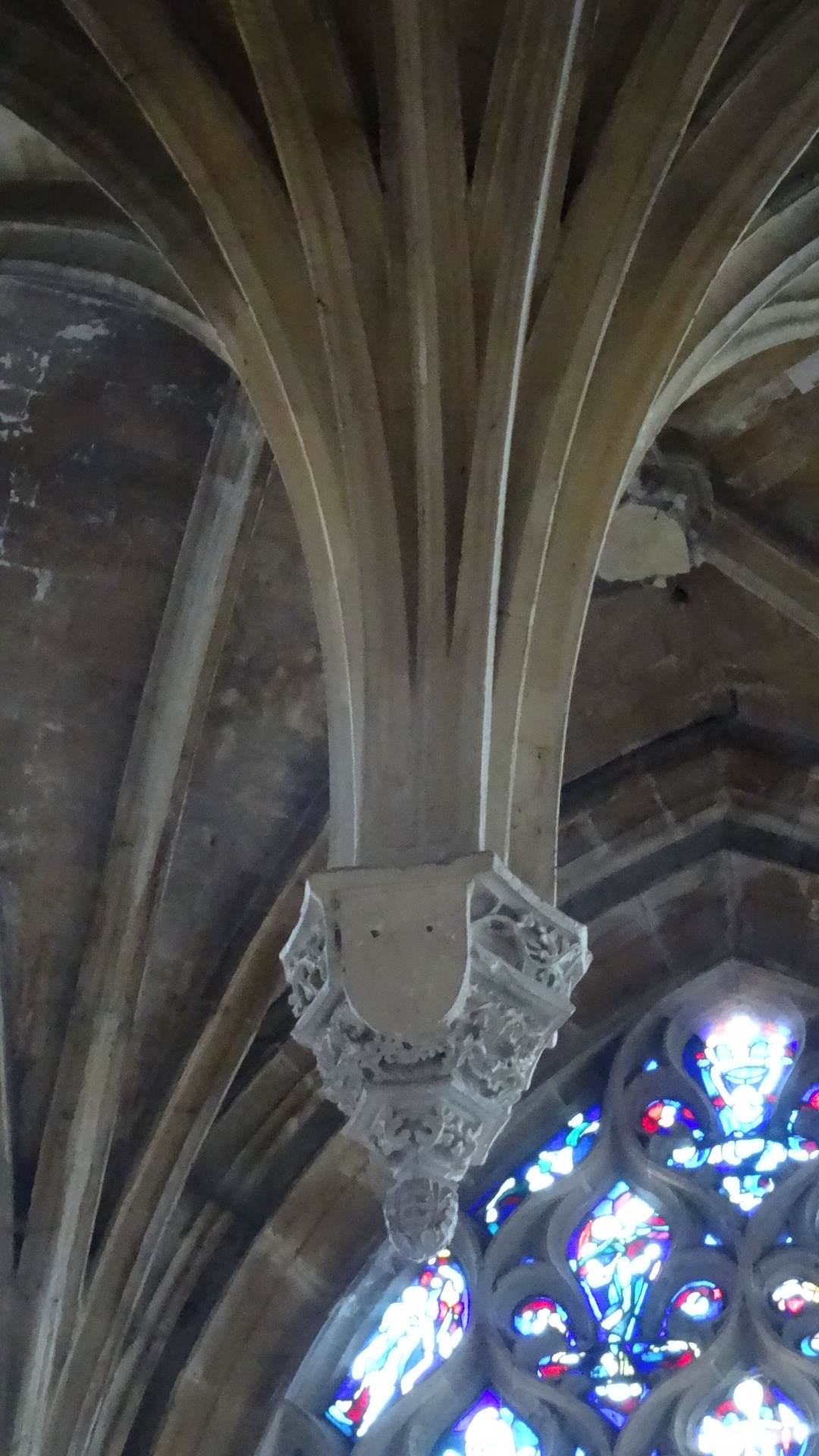
Clé pendante dans la chapelle de la Vierge. Elle mesure 4,5 m et pèse 7 tonnes.

Les fonts baptismaux en bois sculpté font également la renommée de l'édifice.

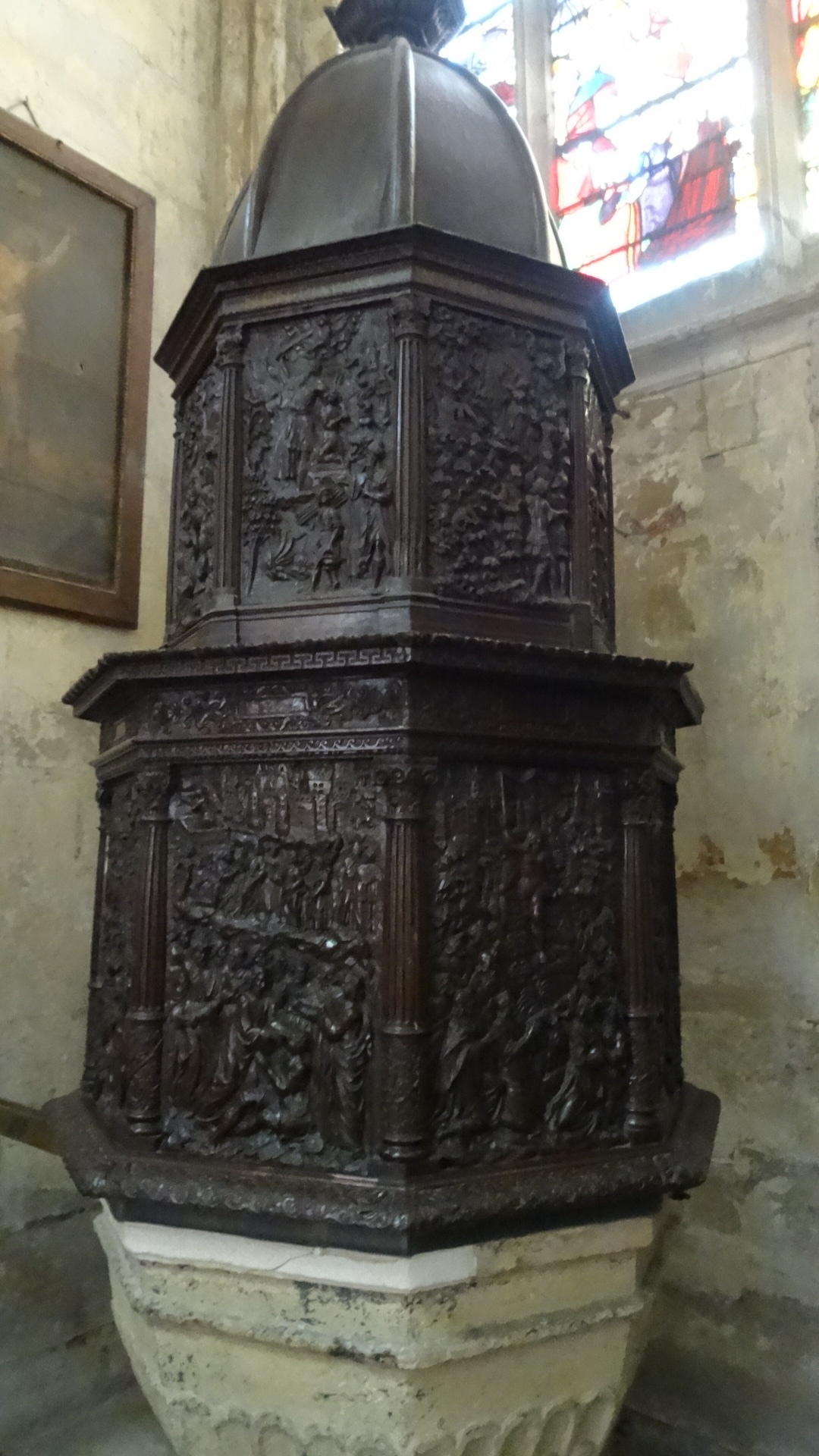
Cuve baptismale de Notre-Dame de Caudebec-en-Caux

#### Orgue
Le grand-orgue possède un des plus beaux buffets de la Renaissance française (16 pieds), placé en 1542 pour recevoir un instrument des facteurs rouennais Antoine Josseline et Gilbert Cocquerel. Trois claviers (dont un positif de dos et son buffet) sont ajoutés à l’orgue en 1738 par les frères Lefebvre.
L'orgue subit ensuite deux restaurations, en 1931 et en 1972.
Le musicologue Norbert Dufourcq donne une description vivante du meuble, soulignant « la verve étourdissante du second étage qui abrite un monde d'animaux, de statuettes, qui défient la concurrence » . 
L'orgue est restauré en 2002-2005 par Barthélemy Formentelli, selon l'état de 1738. Il comporte quatre claviers – positif de dos (51 notes), grand-orgue (51 notes), récit (32 notes) et  écho (39 notes) – et un pédalier (29 notes).
En mai 2007, l'organiste Jean-Paul Lécot enregistre des pièces de Marin Marais qu'il a transcrite pour l'instrument.

## Les personnalités qui y sont venues
Gustave Flaubert trouve son inspiration pour la création de son conte Légende de Saint Julien l'Hospitalier devant la statuette de Saint Julien située dans la chapelle,.
Louis Sauvageot reçoit la médaille d’or à l’Exposition universelle de Paris de 1889 pour ses réalisations majeures et son travail sur la flèche de Notre-Dame de Caudebec-en Caux.